# Gwayasdums Indian Reserve 1
Gwayasdums Indian Reserve 1 (franska: Réserve indienne Gwayasdums 1) är ett reservat i Kanada.   Det ligger i Regional District of Mount Waddington och provinsen British Columbia, i den sydvästra delen av landet, 3 800 km väster om huvudstaden Ottawa.
I omgivningarna runt Gwayasdums Indian Reserve 1 växer i huvudsak barrskog. Trakten runt Gwayasdums Indian Reserve 1 är nära nog obefolkad, med mindre än två invånare per kvadratkilometer.